# دونكان راسيل
دونكان راسيل (بالإنجليزية: Duncan Russell)‏ هو مدرب كرة قدم ولاعب كرة قدم بريطاني، ولد في 12 مارس 1958 في لندن في المملكة المتحدة، وتوفي في 19 أغسطس 2017 في دربي في المملكة المتحدة بسبب سرطان الكبد.

## وصلات خارجية
- دونكان راسيل على موقع قاعدة بيانات كرة القدم.إي يو (الإنجليزية)
- دونكان راسيل على موقع Soccerbase.com (مدرب) (الإنجليزية)